# Orconectes hobbsi
Orconectes hobbsi är en kräftdjursart som beskrevs av Penn 1950. Orconectes hobbsi ingår i släktet Orconectes och familjen Cambaridae. IUCN kategoriserar arten globalt som otillräckligt studerad. Inga underarter finns listade i Catalogue of Life.